# Strahlenstreckspringer
Der Strahlenstreckspringer (Marpissa radiata) ist eine Spinnenart aus der Familie der Springspinnen. Die Art ist in Mitteleuropa lückenhaft verbreitet und nicht häufig.

## Beschreibung
Männchen des Strahlenstreckspringer erreichen eine Körperlänge von 6 bis 7 mm, Weibchen werden 8–10 mm lang. Die Art gehört damit zu den großen einheimischen Springspinnen (Salticidae). Sie zeigt wie viele dieser Familie angehörige einen deutlichen Geschlechtsdimorphismus bezüglich Farbe und Zeichnung. Beim Weibchen ist der Vorderkörper (Prosoma) dunkelbraun und weißlich behaart. Das Gesicht zeigt einen breiten, hellorangen Querstreifen unter den Hauptaugen, die Pedipalpen sind einfarbig weiß behaart. Der langgestreckte Hinterkörper (Opisthosoma) ist ebenfalls weißlich behaart und trägt eine auffallende Zeichnung. Diese besteht aus einem gelblichen Mittelstreifen und zwei dazu parallelen, schwärzlichen Streifen, wobei letztere meist rostrot gerandet sind. Die drei hinteren Beinpaare sind  hellbeige und zeigen dunkle, schmale Längsstreifen. Das vordere, deutlich kräftigere Beinpaar ist dunkler braun.
Männchen sind insgesamt deutlich dunkler. Das Prosoma ist auf schwarzem Grund spärlich weiß behaart. Das ebenfalls schwärzliche und weiß behaarte Opisthosoma zeigt ebenfalls drei Längsstreifen, diese sind jedoch fast einfarbig dunkel. Die stark vergrößerten Pedipalpen sind dicht goldfarben behaart. Die Beine sind einheitlich schwarzbraun mit goldfarbenen Tarsen. Das vordere, deutlich kräftigere Beinpaar ist einfarbig dunkler braun.

## Verbreitung und Lebensraum
Der Strahlenstreckspringer besiedelt große Teile der Paläarktis von Großbritannien und Mittel-Frankreich bis Kamtschatka. In Nord-Süd-Richtung reicht die Verbreitung von Skandinavien bis ins mittlere Italien und im Osten nach Süden bis in den Norden Afghanistans. Das Verbreitungsgebiet umfasst die gemäßigte, subkontinentale bis kontinentale Zone. Die Art fehlt in Europa im Westen in Irland und auf der Iberischen Halbinsel, im Norden in Norwegen und im Süden in Griechenland. In Deutschland ist die Art offenbar nur sehr lückenhaft verbreitet und wurde bisher fast ausschließlich im Westen und im Nordosten nachgewiesen.
Die Art zeigt eine enge Bindung an eutrophe Verlandungsvegetation in Mooren, an Kleingewässern und auf Feuchtwiesen.

## Lebensweise
Der Strahlenstreckspringer legt im Sommer Gespinste in vorjährigen Schilfrispen an, in denen auch die Eikokons angelegt werden. Sie überwintert als adulte Spinne in Bodennähe vor allem in den Blattscheiden von Rohrkolben.

## Gefährdung
Die Art ist in Deutschland nirgendwo häufig. Sie wird in Deutschland aufgrund ihrer Seltenheit und ihrer engen Bindung an feuchte Lebensräume in der Roten Liste als „gefährdet“ (Kategorie 3) eingestuft.